# Margherita Sarfatti

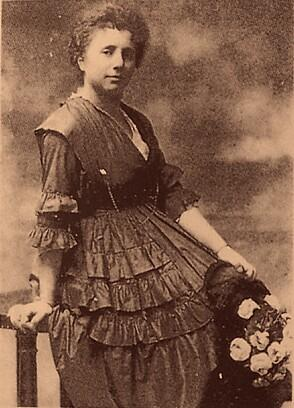
Margherita Sarfatti (ohne Fotograf, ohne Jahr)

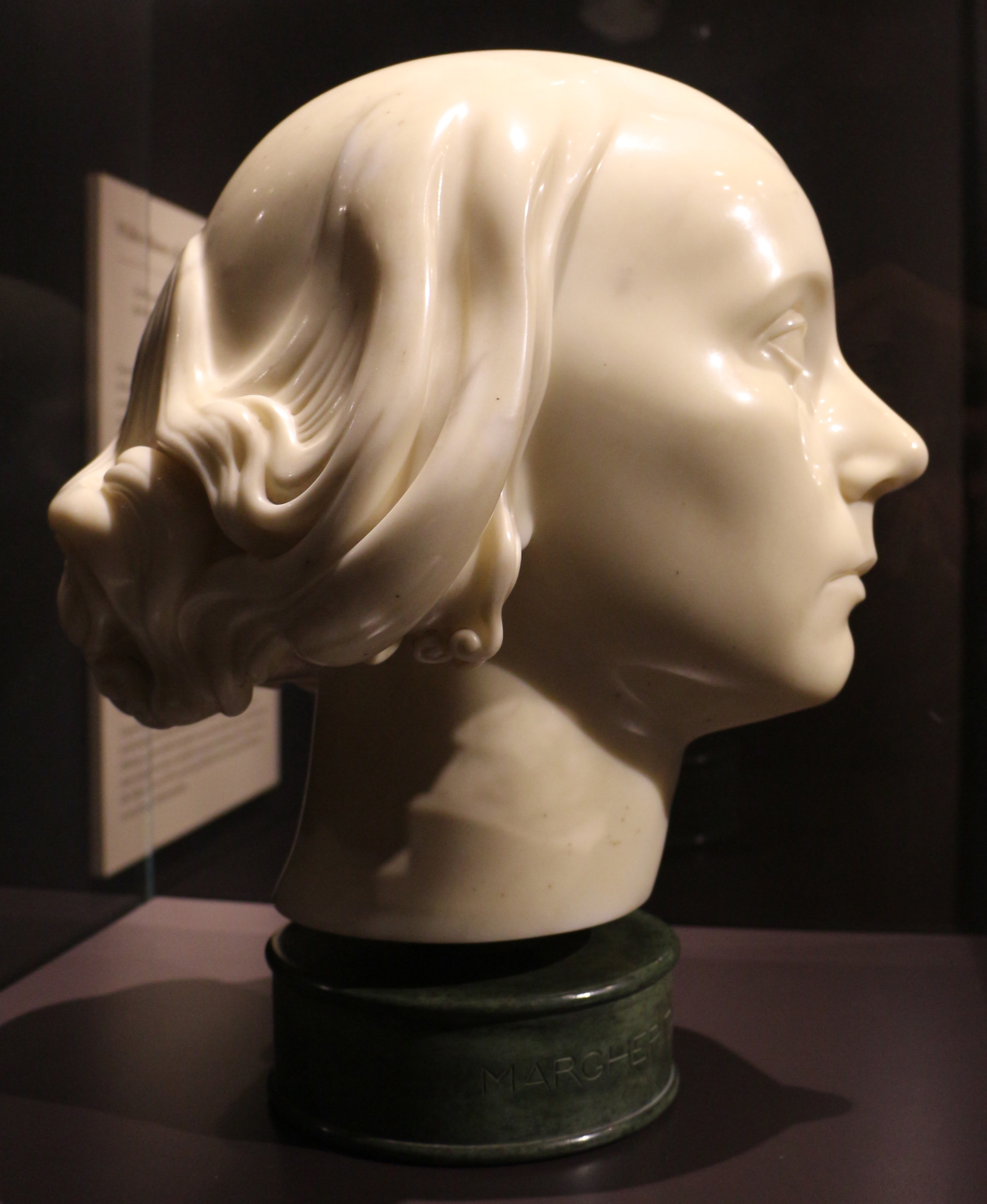
Adolfo Wildt: Margherita Sarfatti (1930)

Margherita Sarfatti (geboren 8. April 1880 in Venedig; gestorben 30. Oktober 1961 in Cavallasca) war eine italienische Schriftstellerin, bis 1938 Förderin und Geliebte Mussolinis, sowie Begründerin der Künstlergruppe Novecento.

## Leben
Margherita Grassini entstammt einer wohlhabenden jüdischen Anwaltsfamilie. Sie wurde von Privatlehrern erzogen. In jungen Jahren von sozialistischen Idealen erfasst, flüchtete sie im Alter von 18 Jahren aus dem Elternhaus am Canal Grande in Venedig und heiratete Cesare Sarfatti, einen 13 Jahre älteren Rechtsanwalt aus Padua. Im Jahr 1902 siedelte das Paar nach Mailand über. Später wurde sie Redakteurin bei der 1914 von Benito Mussolini gegründeten Tageszeitung Il popolo d’Italia. Sarfatti wurde Mussolinis Beraterin, Förderin und – obwohl verheiratet – seine Geliebte. Ihr Mailänder Salon war in den 1920er Jahren Treffpunkt der Intellektuellen und Künstler der Stadt. 

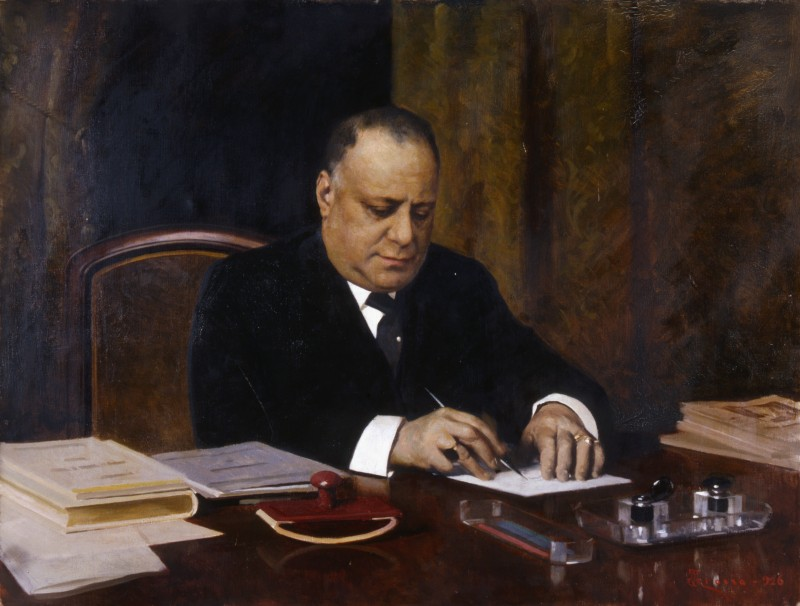
Porträt ihres Mannes Cesare Sarfatti von Giacomo Grosso (1926)

Im Jahr 1922 gründete sie gemeinsam mit dem Galeristen Lino Pesaro und den Künstlern Anselmo Bucci, Leonardo Dudreville, Achille Funi, Gian-Emilio Malerba, Pietro Marussig, Ubaldo Oppi und Mario Sironi die „Gruppo del Novecento“, die im Jahr 1923 in der Galerie Pesaro in Mailand erstmals ihre Werke präsentierte. Dem Vorwurf anderer Künstler, Sarfatti bemühe sich, mit dieser Gruppe eine eigene faschistische Kunstrichtung zu etablieren, begegnete sie dadurch, dass sie bei der nächsten großen Ausstellung im Jahr 1926 alle bedeutenden Maler und Bildhauer Italiens zur Teilnahme einlud.
Seit 1924 verwitwet, gab sie 1925 in England eine Biografie Mussolinis unter dem Titel The life of Benito Mussolini heraus, das im Folgejahr auch in Italien unter dem Titel Dux erschien. Das Buch wurde zum großen Verkaufserfolg und in zahlreiche Sprachen übersetzt. Die deutsche Ausgabe erschien erstmals 1926 unter dem Titel Mussolini. Lebensgeschichte. Nach autobiographischen Unterlagen.
Als Italien in Äthiopien Krieg führte und die Einführung von Rassengesetzen beschlossen wurde, emigrierte Margherita Sarfatti im Jahr 1938 nach Argentinien und war daher auch nicht in den Niedergang des Regimes involviert. Sie hat auch in Montevideo als Journalistin gearbeitet.
Sie kehrte 1947 nach Italien zurück, wo sie in ihrem Landhaus in Cavallasca bei Como bis zu ihrem Tod zurückgezogen lebte.

## Weiteres
- Margherita Sarfatti ist eine Verwandte des bekannten Lampengestalters Gino Sarfatti.
- Ihre ältere Schwester Nella und deren Ehemann Paolo Errera wurden im April 1944 im Konzentrationslager Auschwitz ermordet.

## Werke
- zusammen mit Benito Mussolini: The Life of Benito Mussolini, 1925. Neuauflage 2004 unter ISBN 1-4179-3962-1
- Dux, Mondadori 1926 (dt. Mussolini. Lebensgeschichte. Nach autobiographischen Unterlagen, Leipzig 1926)
- Storia della pittura moderna, P. Cremonese 1930
- Casanova contro Don Giovanni, Mondadori 1950
- Acqua passata, Cappelli 1955
- [Autobiografie], in: Elga Kern (Hrsg.): Führende Frauen Europas. In 25 Selbstschilderungen. Neue Folge. München : E. Reinhardt, 1930, S. 108–115